# Ocskay család
Ocskói Ocskay vagy Ócskay család egy régi Nyitra vármegyei eredetű család, mely nevét Ocskó helységről vette.

## Címereik

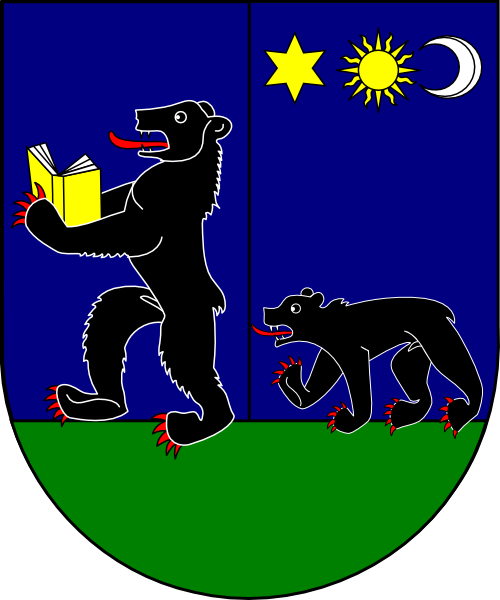
Ocskay Antal kassai püspök címere
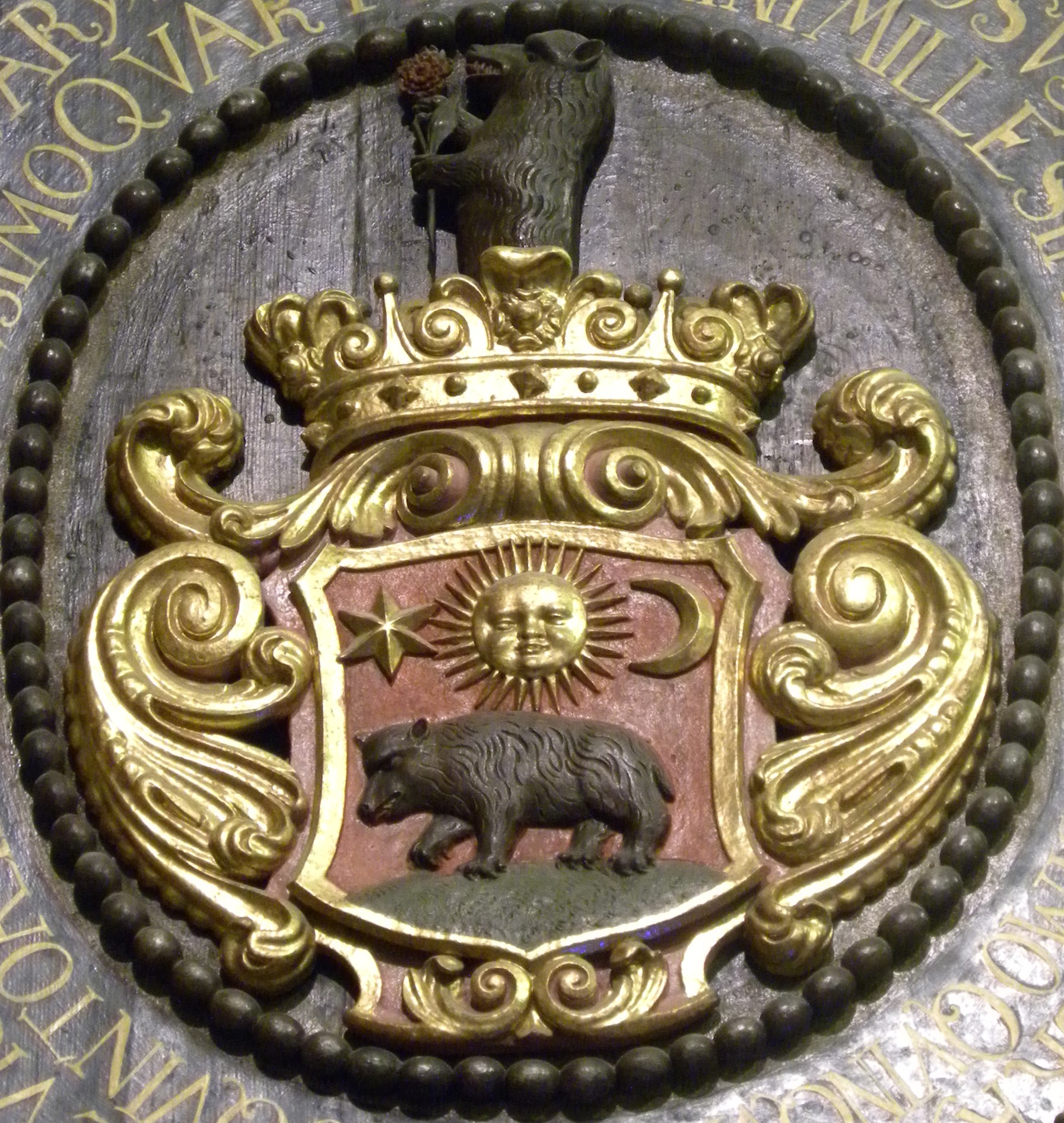
Ocskay Imre epitáfiuma

A család címere: A pajzsban, kék mezőben, zöld pázsiton jobbra fordult barna medve lépdel, felette arany nap, jobbra csillag, balra dagadó félhold ragyog. A sisakdísz koronájából növekvő medve, jobbjában hármas rózsaág. Foszladék jobbról arany-kék, balról ezüst-vörös. Ocskay Imre nagyszombati epitáfiumában a pajzs vörös mezőjében, zöld pázsiton fekete medve, és csökkenő félhold szerepel. A sisakdíszben a medve zöldszárú vörösrózsát tart. Ezzel azonos pecsétet használt Ocskay Eduárd Nyitra vármegye szolgabírója 1842-ben.

## Feltételezett származásuk
A genealógiai szakirodalom szerint a család első ismert őse Budúr István de Luchung (1059) volt. Az ő utódai Leveő István, testvére Mihály és annak fia Cosmos de Ocsk, a tatárjárás alatt, 1242-ben Dubovány várának védelmében estek el.
Dubi Leveő Istvánt, Róbert Károly király erősítette meg Dubován birtokában. A család tulajdonképpeni törzse Dubi András, fiaitól: Kracsun Pál, Mihály, János és Istvántól származnak az Ocskayak (1383). A ma élő leszármazottak Imre (1379-1421) két fiától származnak. János az idősebb, Zsigmond az ifjabb ág alapítója. A családfát a ma rendelkezésre álló források alapján Laczk Mihály de Ocsko 1437-es említéséig lehet visszavezetni.

## Az újkorban
A család a 16. században Felső- és Alsó-Duboványt, valamint Lopassót birtokolta. A 17. században zálogba vették Nagykosztolányt, később Aba-Lehota, Bori, Ocskó, Sipkó, Tyapkó és Verbó községekben bírtak földesúri joggal. A család már a 15. században átszármazott Pozsony vármegyébe is. A birtokok egy része a 16. században Ocskay Anna házassága révén a Vizkeleti családhoz került, míg a Lipcsey családdal való házasság révén Bars vármegyében is szereztek birtokot.
Ocskay József tábornokot, feleségét Záloghy Annát és fiukat Ferencet 1806. augusztus 29-én bárói rangra emelték. Ezen ág azonban Ferenccel kihalt.
A család idővel átszármazott Abauj, Heves, Somogy és Szabolcs vármegyékbe, ill. Zemplén vármegyében Kisráskán volt birtokos.
A család levéltára a Magyar Nemzeti Múzeum könyvtárában volt elhelyezve.

## Kastélyaik és kúriáik
- Dédácsi botanikus kert (eredetileg Gyulay Ferenc birtoka)

## Neves családtagok
- Ocskay István 1539-ben királyi ember
- Ocskay János 1589-ben Nyitra vármegye alispánja
- Ocskay Gáspár (1590–1628) Nyitra vármegye követe, a galgóci uradalom prefektusa Thurzó Kristóf szolgálatában[5]
- Ocskay László (1680–1710) II. Rákóczi Ferenc dandárnoka
- Ocskay Sándor 1710-ben kuruc alezredes
- Ocskay Ferenc (1740–1805) természetbúvár
- Ocskay Mihály alezredes Mária Terézia és II. József alatt, később báró
- Ocskay Antal († 1848) kassai megyés püspök
- Ocskay Rudolf 1849-ben első alispán, 1863-ban Nyitra vármegye helyettes főispánja, 1864-től főispán.[6]
- Ocskay László magyar hadsereg századosa, Világ Igaza kitüntetett
- Ocskay Gábor (1952) jégkorongozó, edző
- Ocskay Gábor (1975–2009) magyar jégkorongozó, kilencszeres magyar bajnok

az ifjabb ágból:
- Ocskay István († 1652) Bethlen párthíve
- Ocskay Ignác (szül. 1786) Nyitra vármegye alispánja és 1832/36 országgyűlési követe
- Ocskay Vendel 1848-as honvéd